# Andijk

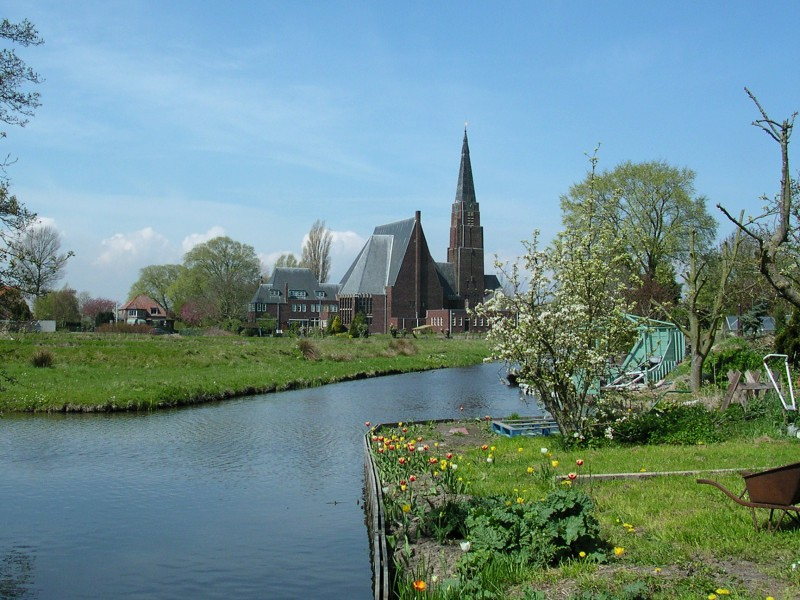
Uitzicht op de gereformeerde kerk van Andijk van architect Egbert Reitsma.

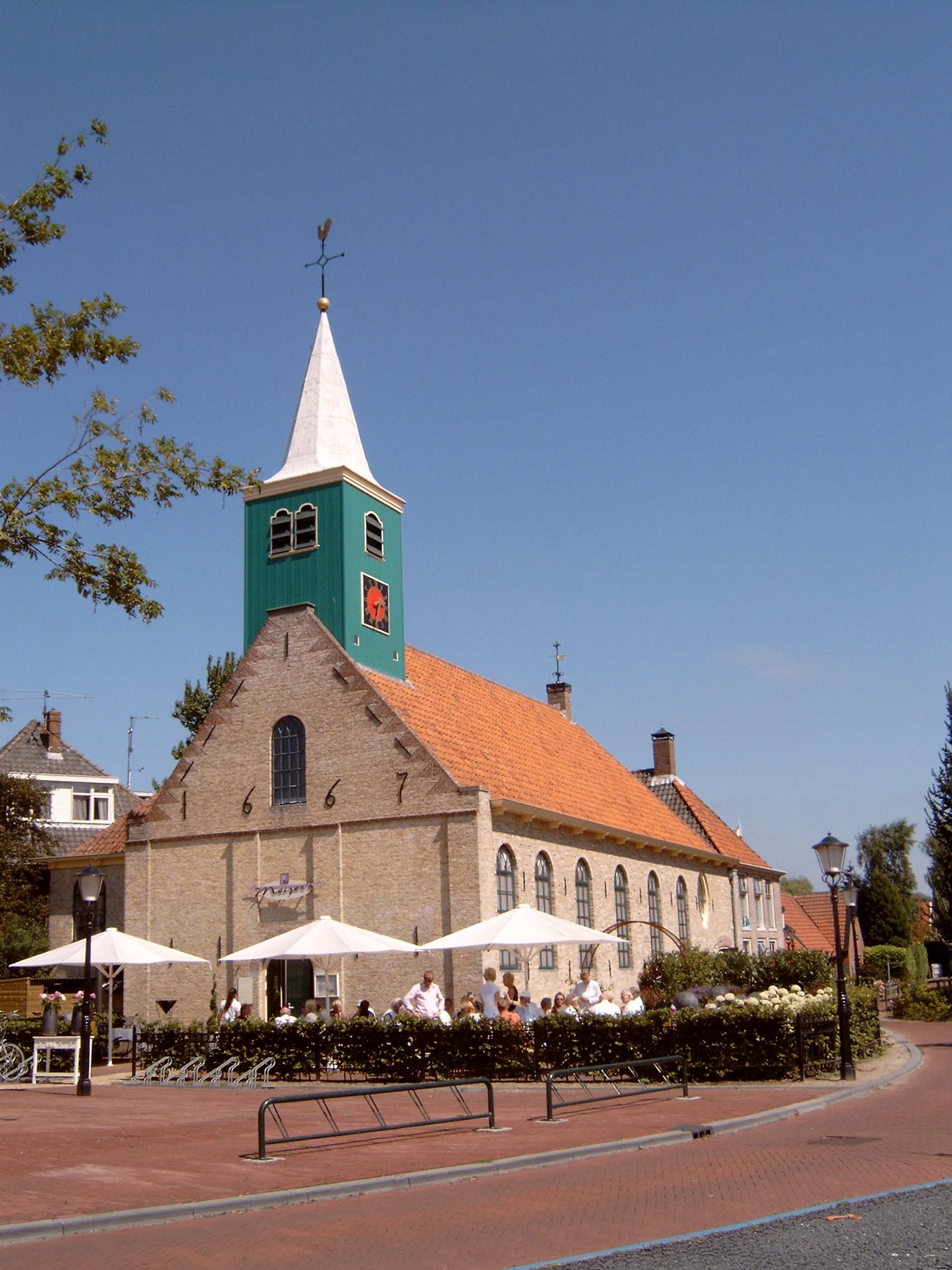
Andijk, Buurtjeskerk

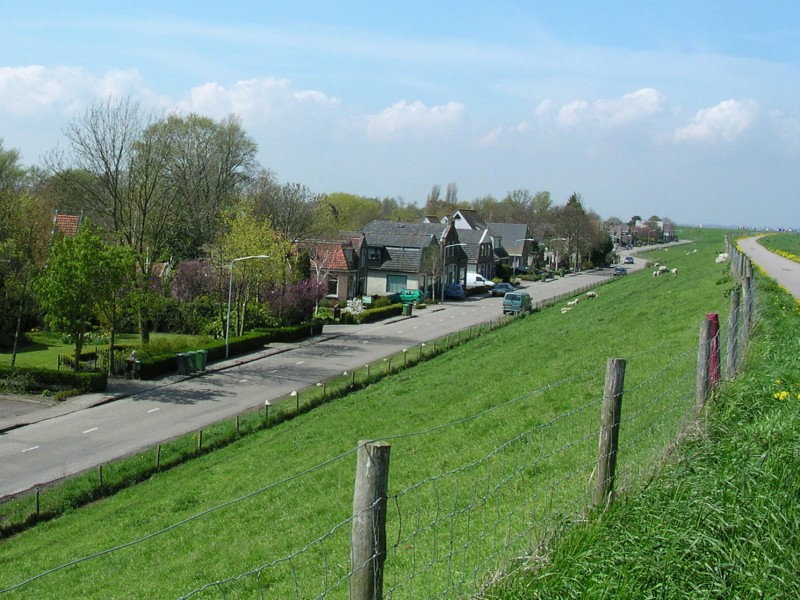
Het dorp Andijk onderaan de dijk

Andijk (Westfries: Andoik; uitspraakⓘ) is een dorp in de gemeente Medemblik in de regio West-Friesland in de Nederlandse provincie Noord-Holland. Tot 1 januari 2011 was Andijk een zelfstandige gemeente. Andijk ligt aan het IJsselmeer. Het dorp telt tezamen met de buurtschappen 7.200 inwoners (1 januari 2023, bron: gemeente Medemblik) en de voormalige gemeente heeft een oppervlakte van 47,70 km² (waarvan 26,71 km² water).

## Indeling van het dorp
Het dorp Andijk wordt door het CBS in 2020 ingedeeld in één wijk en tien buurten.
| Vijf buurten vormen de bebouwde kom: - "Bangert" - "Midden" - "Centrum" - "Zuid" - "Oost" | Daarnaast liggen buiten de bebouwde kom nog: - "Vooroever" - "Grootslag en IJsselhof" - "Waterzuivering" - "Bedrijventerrein" - "Buitengebied" |

## Geschiedenis
De naam Andijk komt van aan de dijk, waar verschillende buurtjes lagen aan de Noorderdijk. Dit stuk dijk lag onder het grondgebied van de dorpen Lutjebroek, Grootebroek en Bovenkarspel, onderdeel van de stede Grootebroek, een van de West-Friese 'plattelandssteden'. In de loop van de tijd ontstonden verschillende buurtjes aan of in de buurt van de dijk, te weten: van west naar oost: de Bangert, de (Kerk)buurt en Munnikij in de banne van Lutjebroek, Geuzebuurt en Broekoord in de banne van Grootebroek en de Kathoek en het Veld in de banne van Bovenkarspel. In 1667 werd door de protestanten te Andijk een eigen kerkje ('Buurtjeskerk') gebouwd, in de Kerkbuurt. De katholieke Andijkers vielen in die tijd onder de statie Wervershoof, maar hadden wel twee schuilkerken, een op de Bangert en een op Broekoord. Deze werden rond 1805 vervangen door een nieuwe katholieke kerk te Wervershoof. Tijdens de Franse bezetting werd Andijk bij keizerlijk decreet van 21 oktober 1811 een zelfstandige gemeente per 1 januari 1812 (nadat een eerdere poging tot afscheiding in 1795/1796 op niets was uitgelopen). Hierbij viel ook Wervershoof onder deze nieuwe gemeente, maar deze scheidde zich in 1817 weer af tot een eigen gemeente.
Bij de stormvloed van 1916 brak de dijk bijna door, wat tot gevolg had dat er een plan werd ontworpen waarbij het dorp op de schop ging. De dijk werd verbreed en de dijkgracht gedempt, waardoor de huisjes die tegen de dijk op gebouwd zijn gesloopt werden. Om plaats te maken voor nieuwe huizen werden nieuwe wegen aangelegd, te beginnen met de huidige dijkweg, aan de voet van de vernieuwde dijk. Daarnaast werden in de polder de wegen Kleingouw, Molenweg, Hoekweg, Middenweg en de Knokkel aangelegd. Na de Tweede Wereldoorlog zijn er vooral langs de Middenweg en de Kleingouw nieuwbouwwijken aangelegd, zoals "Fruittuinen" en "Mantelhof". Op 1 januari 2011 is de gemeente Andijk gefuseerd met de gemeenten Wervershoof en Medemblik. Met elkaar vormen ze de nieuwe gemeente Medemblik. De laatste burgemeester van de gemeente Andijk was Astrid Streumer.

## Economie
Andijk heeft een vruchtbare kleigrond met land- en tuinbouw: bloemkool-, bloembollen- en aardappelteelt en er zijn diverse grote bollenverwerkingsbedrijven gevestigd. Een van de belangrijkste bron van inkomsten is echter het toerisme. De redenen hiervoor zijn de vele watersportmogelijkheden en de aanwezigheid van campings en bungalowpark "Het Grootslag". Andijk is, door de aanwezigheid van het waterwinstation Prinses Juliana, ook een belangrijke leverancier van drinkwater voor een groot deel van de provincie Noord-Holland.

## Proefpolder
De 40 hectare grote Proefpolder Andijk werd in 1926-1927 aangelegd in de Zuiderzee, als proef voor het inpolderen en cultiveren van de latere IJsselmeerpolders. Thans is de proefpolder ingericht voor diverse verblijfsrecreatie. Dat deze polder een belangrijk kenmerk is van Andijk, blijkt uit het feit dat hij is opgenomen in het Andijker volkslied. De proefpolder is in 1929 geopend door koningin Wilhelmina.

## Geboren in Andijk
- Chris Hammes (1872-1965), schilder en etser
- Freerk Tjaberings (1919-2001), burgemeester
- André Volten (1925-2002), beeldhouwer
- Piet Burger (1929-2009), timmerman en puzzelmaker (Elsevier)
- Loesje Hamel (1938-1974), fotomodel, mannequin en cabaretière
- Henk van Gelder (1946-2025), journalist
- René Kieft (1946), roeier
- Mariska Huisman (1983), skeeleraarster en marathonschaatsster
- Sjoerd Huisman (1986-2013), skeeleraar en marathonschaatser
- Pepijn Kluin (1990), voetballer
- Simon Schouten (1990), langebaanschaatser